# Karacena

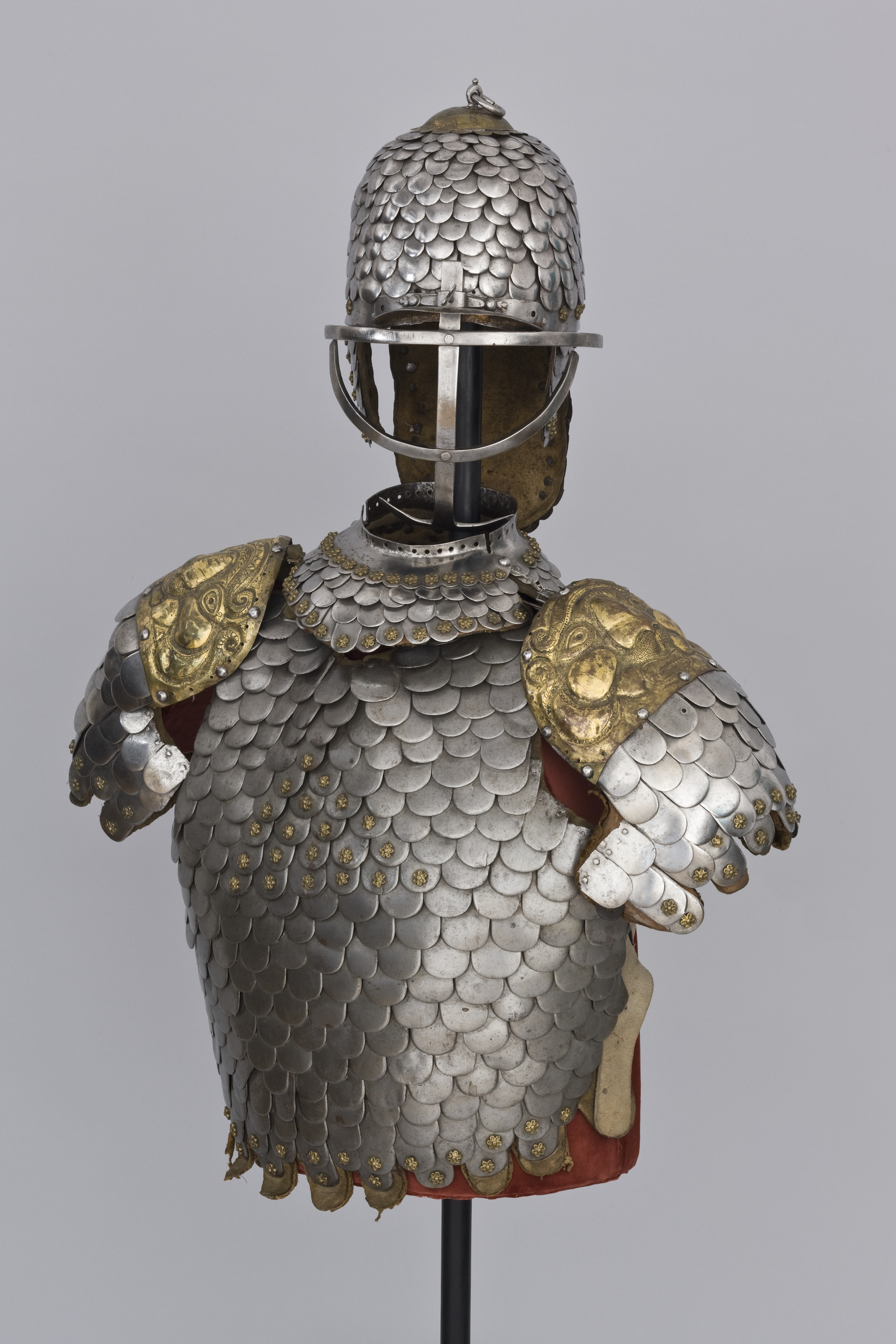
Pancerz karacenowy złożony z szyszaka, napierśnika, obojczyka i pary naramienników (XVII/XVIII w.), kolekcja Muzeum Narodowego w Krakowie

Karacena (wł. corazzina – lekka zbroja) – oryginalna polska zbroja łuskowa produkowana od XVI do XVIII wieku. Popularna w sarmackim okresie kultury staropolskiej, gdy motywy wschodnie oraz klasycznie rzymskie były naśladowane i przetwarzane, szczególnie w okresie panowania króla Jana III Sobieskiego, którego portrety w tego typu uzbrojeniu zachowały się do dziś. Zbroja składała się ze skórzanego kaftana pokrytego metalowymi płytkami w kształcie łusek nachodzących na siebie.

## Pochodzenie
Polska szlachta, szukająca swojego pochodzenia u legendarnych Sarmatów, odtwarzała zbroje znane ze starożytności z rzymskich łuków tryumfalnych i kolumn jak np. Kolumna Trajana w Rzymie czy Łuk Galeriusa w Salonikach. Innym źródłem inspiracji były przedstawienia rzymskich wodzów i cesarzy, często przedstawianych w zbrojach łuskowych tzw. lorica squamata. Zbroje te zaadaptowane przez Rzymian były bardzo popularne w rzymskich legionach – łatwe do wykonania, naprawienia, odporne, choć ciężkie. Zbroje takie były zdobione głową gorgony lub główkami lwów. W oryginalnych zbrojach łuski wykonane z brązu lub żelaza łączone były za pomocą rzemyków lub sznurków do skóry lub tkaniny, naśladując układ rybiej łuski lub dachówek. Pierwsze wzmianki o polskich karacenach pochodzą z 1571 roku. Wśród zachowanych do dziś egzemplarzy zbroi, niektóre wyprodukowano w pierwszej połowie XVIII wieku.

## Budowa

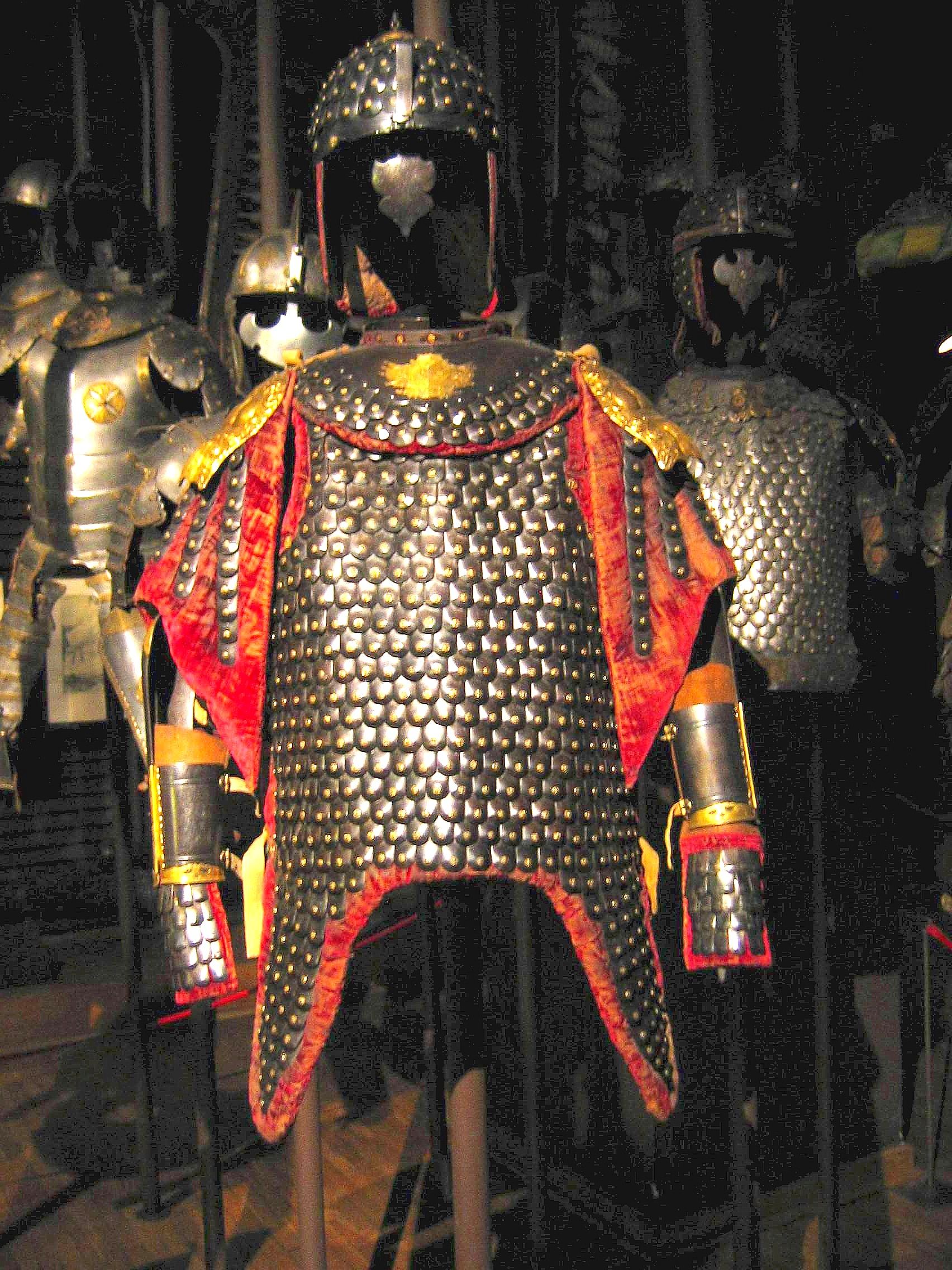
Karacena w zbiorach Muzeum Wojska Polskiego w Warszawie

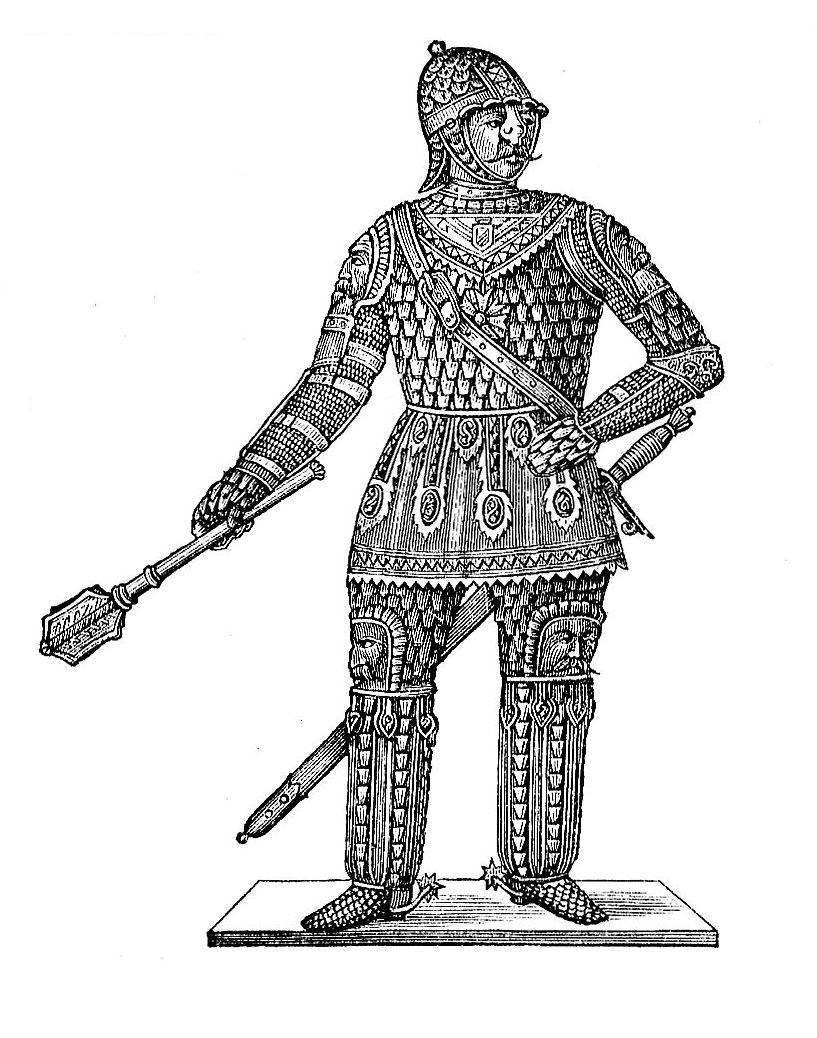
"Polski rycerz" w karacenie z niemieckiego leksykonu Meyera.

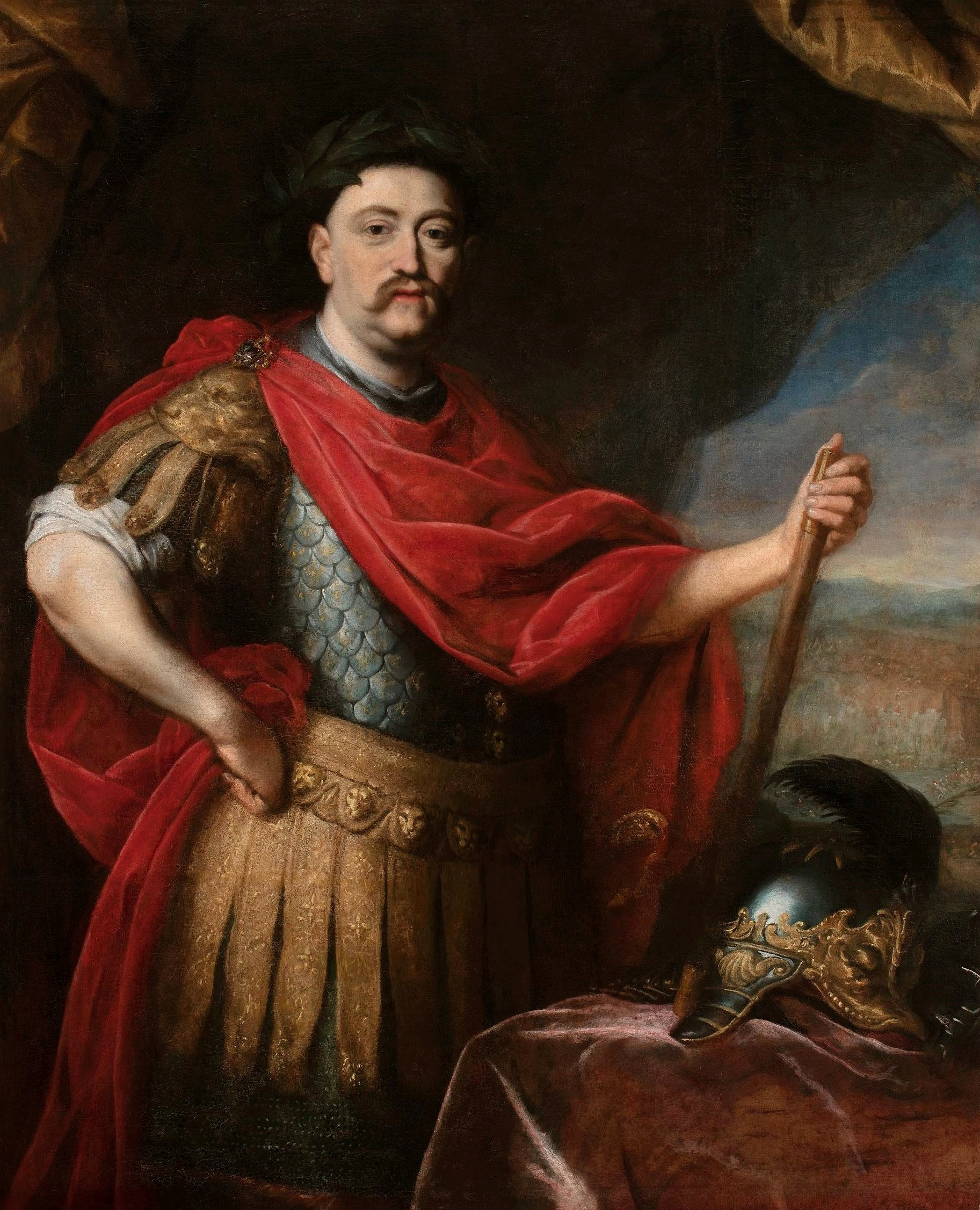
Jan III Sobieski w karacenie

Wykonana była z różnej wielkości żelaznych łusek, płaskich lub wypukłych, rzadziej w formie kryształu, przymocowanych do podkładu wykonanego z zamszowej skóry jeleniej lub łosiowej przy pomocy dwóch nitów o ozdobnych, mosiężnych główkach.
Typowa karacena składała się z napierśnika oraz naplecznika. Jeżeli brak było naplecznika, napierśnik był poszerzany, żeby zasłaniał boki, i umacniany na korpusie przy pomocy szelek, krzyżujących się na plecach pod kolistą płytą – umbem. Napierśnik karaceny był ośrodkiem konstrukcji, wszystkie pozostałe elementy miały charakter uzupełniający: obojczyk, naramienniki, karwasze, taszki, sporadycznie pełną ochroną nóg. Oryginalność zdobnictwa tych zbroi polegała na ozdobach w postaci groteskowych masek lub lwich głów przyczepianych do zbroi na barkach i na kolanach, a wykonanych z mosiądzu lub złoconej miedzi. Na obojczyku karaceny często umieszczano mosiężny znak krzyża kawalerskiego jak na zbrojach husarskich. Niekiedy używano zbroi mieszanych, tzw. hybrydalnych, np. karacena-kolczuga o kolczym kaftanie wzmocnionym łuskami i łuskowymi dodatkami lub karacena z płytowym napierśnikiem (np. kirysowym).
Do tego typu zbroi stosowano dwa rodzaje hełmów łuskowych w formie Szyszak (hełm) husarii lub turbanu czyli tzw. hełm turbanowy (powstały w wyniku połączenia zbroi łuskowej z europejską łebką – kopulasty dzwon wykonany był z przynitowanych łusek do podkładu ze skóry z watowanym, tekstylnym otokiem o różnych kolorach, na szczycie posiadał metalową statuetkę lub tuleję z piórami).
Na zbroję narzucana była skóra lamparcia. Używana była przeważnie przez wyższych dowódców, także dowódców chorągwi pancernych i husarskich. Nie była to jednak zbroja zbyt wygodna w walce, a z uwagi na swoją wagę około 25 kg, była zwykle używana jako paradna. W praktyce najczęściej w walce stosowano półzbroje husarskie lub kolczugi, ważące około 15 kg.